# Hultmans holme

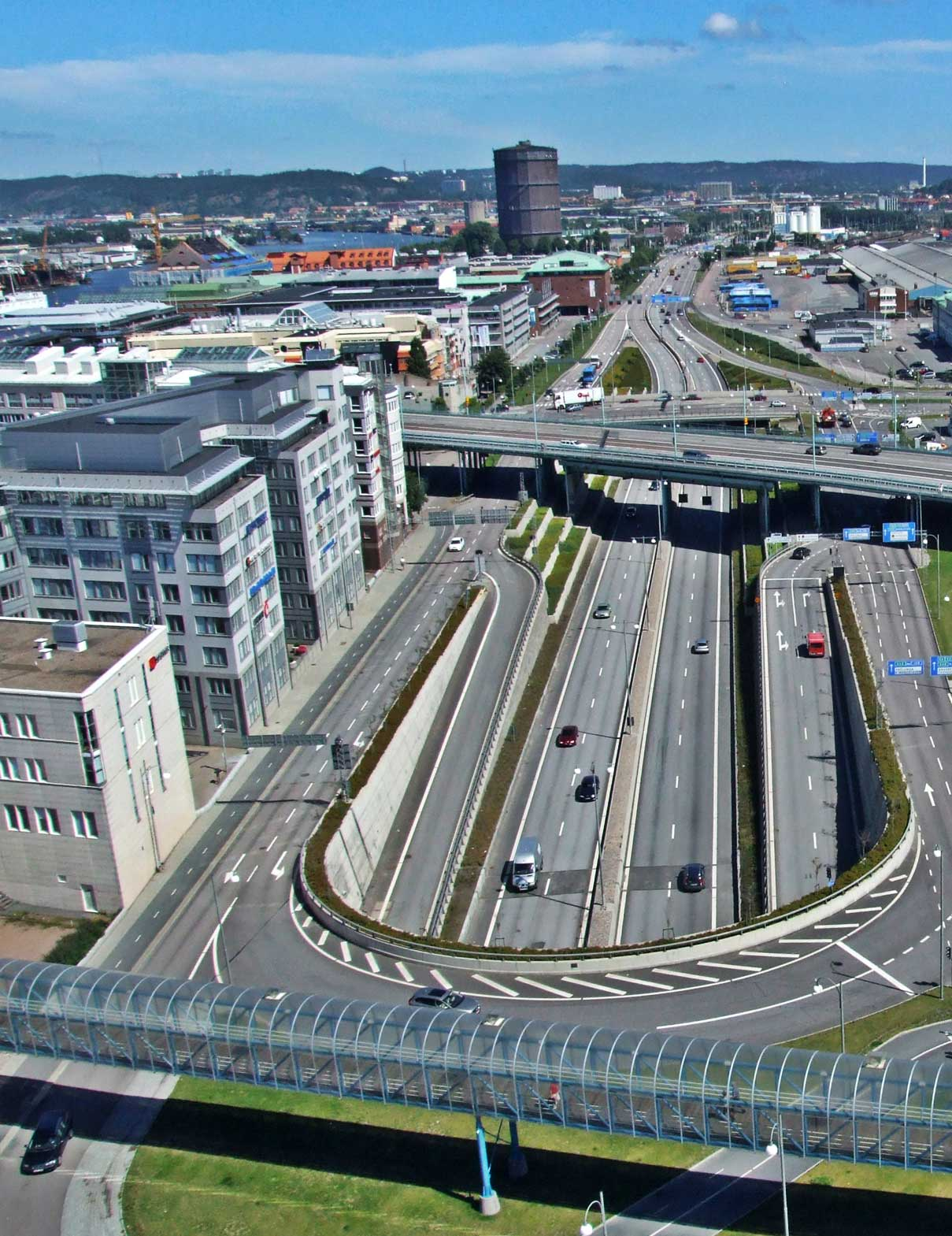
Bild från 2010 över Hultmans holme mot öster med gasklockan och vänster därom Göta älv. Norr om älven skymtar Ringön på Hisingen.

Hultmans holme (även känt som Holmen) är ett område inom stadsdelen Gullbergsvass, vid Göta älv i centrala Göteborg.

## Historia

### Stadstjänareholmen
Redan i slutet av 1700-talet hade man öster om Lilla bommen genom pålning och utfyllnad i den här grunda älven bildat en liten holme, ungefär vid nuvarande uppfarten till Hisingsbron, från fastlandssidan, kallad Stadstjänareholmen. Den låg öster om vallgraven och sträckte sig från Göta älv fram till nuvarande Drottningtorget och kallades under en del av 1800-talet för Hultmans holme. Det var således ett annat område än det som idag kallas Hultmans holme. På kartan Plan af Göteborg med nya utvidgningen (1815) anges holmen med "117 är en liten holme vid vallen, som stadstjänaren innehafver av grofvt hö till." Det var då rätt vanligt, att personer i stadens tjänst fick upplåtet mark för sitt mulbete. Denna lilla holme, som av magistraten under en lång följd av år uppläts till stadstjänarna, kallades därför Stadstjänareholmen. Innan Göteborg anlades utgjorde denna lilla holme en utskjutande udde av den ursprungliga stranden. När stadens murar och vallgraven därefter anlades, genomskars udden av befästningsverken, och kom på så sätt att ligga utanför både bastionen och vallgraven. Magistraten beslöt 1797 att låta påla in vassen till en längd av 200 alnar, och arbetet blev utfört redan samma år, vilket även blev början till nuvarande Gullbergskajen.
Vallmästaren vid Kongl. Fortifikationen Petter Vallmark arrenderade under senare delen av 1790-talet Stadstjänareholmen, men 1799 då arrendetiden löpte ut, anmälde sig en ny spekulant. Det var överstelöjtnanten och riddaren Daniel Tallberg, som önskade arrendera området. Men Vallmark fick förnyat arrendekontraktet på 6 år, då han också skött holmen väl. Arrendet sattes till 8 riksdaler riksmynt. Redan den 9 april 1800 kom dock snickaremästare Nicolaus Hultman (1762–1819) med en ansökan till magistraten och borgerskapets äldsta om att få överta Vallmarks arrende samt förlänga detta till 25 år. Hans ansökan godkändes av myndigheterna, och Hultman betalade 154 riksdaler per år i arrende. Han byggde sedan bostadshus, ladugård med stall samt en lada på Stadstjänareholmen. Han hade även fiske- och jakträtt. När Hultman övertog Stadstjänareholmen, fanns det endast ett större grund på platsen, och 1804 ansökte han hos magistraten om att få påla in detta grund. Då han 1805 åtog sig att muddra segelrännan mellan Stora Bommen och Järnvågen, är det troligt att han fyllde på med mudder innanför inpålningen. Holmen användes troligen som båtplats och även för bete. På en karta från 1815 finns tre hus inritade på Stadstjenareholmen.
Efter det att Stadstjänareholmen blivit arrenderad och bebyggd av Hultman, började även denna holme att kallas för Hultmans holme. I de officiella handlingarna användes dock benämningen Stadstjänareholmen ända inpå 1870-talet, då sista delen av norra vallgraven vid Lilla Bommen blivit igenfylld. Namnet överflyttades då på det område, som nu allmänt kallas Hultmans holme, och som officiellt utgör en del av 17:de roten Gullbergsvass.
Virkeshandlarna på holmen, som då funnits där under lång tid, tvingades 1980 att lämna platsen och ersattes av andra verksamheter. Drygt 20 miljoner kronor anslogs i juni samma år till gator och ledningar i området.

### Torrläggningen
Även efter att området fyllts ut, torrlagts och blivit en del av fastlandet kallades marken norr om Mårten Krakowgatan, och ända bort till Gullbergsån i öster, för Hultmans holme. Ofta benämns hela stadsdelen fortfarande så, men dess officiella namn är Gullbergsvass, till vilken även hela järnvägsområdet hör. Området började vallas in 1842 i samband med att segelrännan i älven muddrades till ett djup av 4,5 meter. Muddermassa från älven till fyllning av området började hämtas 1844, och 1859 påbörjades ånglänspumpning av den grunda sjö som hade bildats innanför invallningen. Denna bördiga, före detta sjöbotten uppodlades därefter och brukades i runt 40 år. Mudderbanken ut mot Göta älv skapade förutsättningarna för Hultmans holme. Åren 1868–1869 inleddes kajbygget längs älven och byggdes vidare under trettio år. På 1870-talet utfylldes så de sista resterna av vallgraven utanför bastionen Gustavus Primus, då Hultmans holme knöts ihop med området innanför och en större öppen plats uppstod. På denna byggdes 1899 Västgötabanans stationshus.

### Stadsplanen 1881

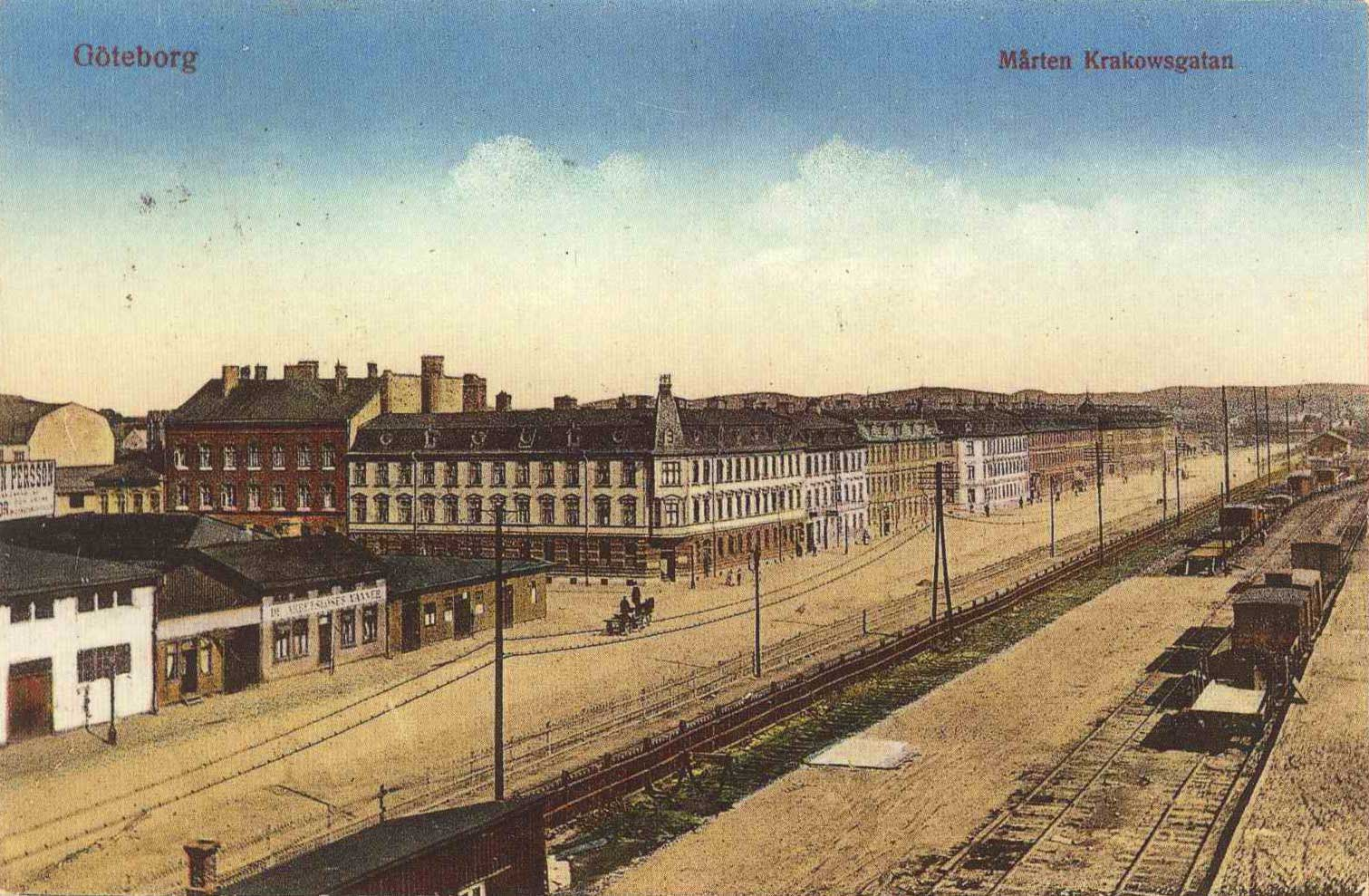
Mårten Krakowsgatan på kolorerat vykort omkring 1910.

År 1881 antogs en ny stadsplan för Hultmans holme, nu inriktad på industrier, hantverk och upplag (med närhet till sjö- och järnvägstransporter) och endast i mindre omfattning för bostäder. Det första huset uppfördes 1883 av handelsfirman A. Magnus & Co. och samma år arrenderade staden ut tretton tomter för magasin och upplagsplatser. Flera allmänna verk och upplagsplatser etablerades här, varigenom Hultmans holme blev en slags stadens materialbod. Först var Hamnstyrelsen 1872, kort därefter Vattenverket, 1884–1885 anlades Renhållningsverket och 1888–1889 Gasverket samtidigt med Byggnadskontoret (senare Gatukontoret).

### Badhuset
Holmens badhus i Göta älv, låg ungefär mitt för Kilsgatan, cirka 200 meter öster om Götaälvbron. Badhuset revs i början av 1900-talet. C D Elfvins Ång-snickeri & Möbelfabrik fanns på Hultmans holme under 1800-talets senare hälft.

### Storbranden 1900
En storbrand den 31 augusti 1900, höll på att ödelägga hela holmen. Endast bostadslängorna längs Mårten Krakowgatan klarade sig. Vid stadsdelens enda "torg", Falutorget (förutom Lilla Bommens torg) fanns förr en viss växtlighet, en fotbollsplan och en lekplats.

### Hultmans holmes fotbollsplan
1905 anlades en fotbollsplan alldeles vid älven i utkanten av Mårten Krakowsgatan. Den användes främst av lokala unga idrottsmän som bildade fotbollsklubben Hulmans Holme, men både IFK Göteborg och Örgryte spelade träningsmatcher där. Den beskrevs som en synnerligen bred sandplan, öppen för alla vindar och en utmärkt träningsplan - med förbehållet att en telegrafkabel var rest på ett sådant sätt att en spelare som inte såg sig för skulle kunna kollidera med den.

### "Sibirien"
Hultmans holme kallades med anledning av sitt pinande klimat och avsides läge för "Sibirien", medan Gullbergsvass kallades "Fyllet", syftandes på dess tillkomst. GHT skrev 1918 om "Sibirien": 
"Bäst hade naturligtvis varit, om stadsdelen uteslutande fått vara ett centrum för godsmagasinering och upplag. Ty att bo därute måtte vara bra ledsamt. Ja, man kan gott säga, att Hultmans holme är vår ledsammaste stadsdel".
Området saknade park, med det avhjälptes när den enda gröna fläcken i området, Järnvägsparken eller "BJ-parken", vid Bergslagarnas Järnvägars gamla stationsbyggnad anlades 1935.

### Hultmanska huset
Det Hultmanska huset, var ett trevånings stenhus vid Norra Larmgatan 4, bara ett par tiotal meter från Vallgraven som mynnade ut i Lilla Bommen. Det köptes för Chalmerska slöjdskolans räkning på en konkursauktion 1821. Efter omfattande reparationer startade skolan sin verksamhet här 1829. Efter fyrtio år flyttade man till nybyggda lokaler vid Storgatan 13.

### Första kommunala busslinjen

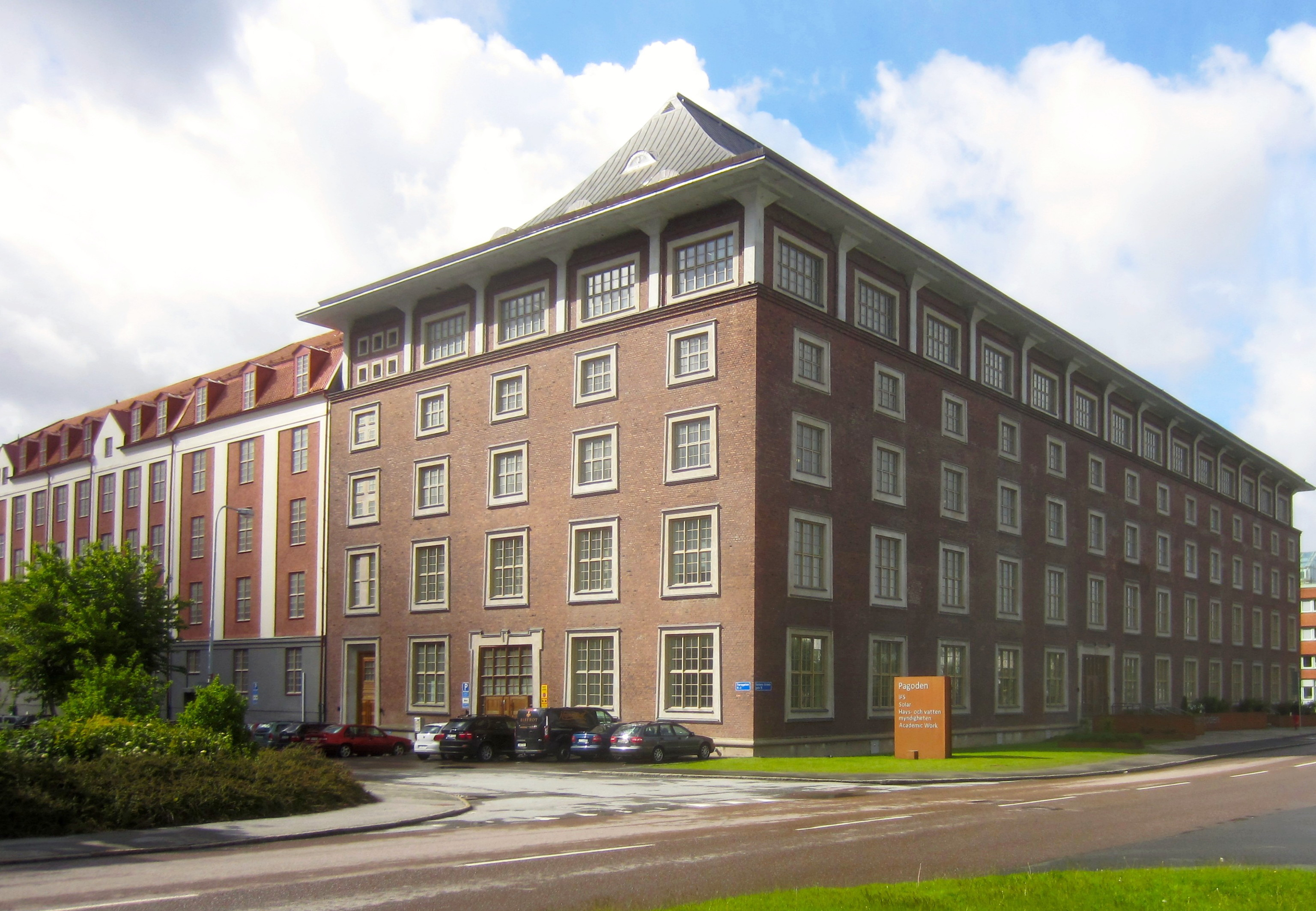
Tobaksmonopolets hus i tegel på vid Gullbergs Strandgata uppfördes 1928–29 i en kinesiserande stil med utsvängt koppartak.

Spårvägens första busslinje i Göteborg och den första kommunala busslinjen i Sverige, startade den 28 mars 1923 med en automobilomnibuslinje i direkt samtrafik med spårvägen. Linjen utgick från Gasverket på Hultmans Holme, anslöt till spårvagnarna vid Lilla Bommen och fortsatte över den första Hisingsbron till Lundby gamla kyrka.

### Tobaksmonopolets hus
Tobaksmonopolets hus, Pagoden, (Gullbergsvass 6:24) vid Gullbergs strandgata, stod klart 1928 efter ritningar av arkitekt Cyrillus Johansson. 
Den ombyggda Pagoden utsågs 2012 till en av Göteborgs två bästa byggnader.
Där finns idag en av Swedish Matchs snusfabriker.